# Viktor Aleksandrov
Viktor Sergeevič Aleksandrov (in russo Виктор Сергеевич Александров?; Nižnij Novgorod, 14 febbraio 2002) è un calciatore russo, difensore del Nižnij Novgorod.

## Carriera

### Club
Cresciuto calcisticamente nelle giovanili del Rubin, agli inizi del 2021 viene ceduto in prestito per l'intera stagione ai lettoni del Valmiera. Il 15 febbraio 2022 passa in prestito al Nižnij Novgorod; esordisce in Prem'er-Liga 11 giorni dopo, nell'incontro vinto per 1-0 contro l'Ural.
Nel 2021 ha giocato in prestito nella prima divisione lettone al Valmiera, dove ha giocato 11 partite di campionato.

### Nazionale
Ha rappresentato le nazionali giovanili russe Under-17, Under-18 ed Under-21.

## Statistiche

### Presenze e reti nei club
Statistiche aggiornate al 21 settembre 2022.
| Stagione               | Squadra                | Campionato             | Campionato | Campionato | Coppe nazionali | Coppe nazionali | Coppe nazionali | Coppe continentali | Coppe continentali | Coppe continentali | Altre coppe | Altre coppe | Altre coppe | Totale | Totale |
| Stagione               | Squadra                | Comp                   | Pres       | Reti       | Comp            | Pres            | Reti            | Comp               | Pres               | Reti               | Comp        | Pres        | Reti        | Pres   | Reti   |
| ---------------------- | ---------------------- | ---------------------- | ---------- | ---------- | --------------- | --------------- | --------------- | ------------------ | ------------------ | ------------------ | ----------- | ----------- | ----------- | ------ | ------ |
| 2021                   | Valmiera               | VL                     | 11         | 0          | CL              | 2               | 0               | UECL               | 1                  | 0                  |             | -           | -           | 14     | 0      |
| feb.-giu. 2022         | Nižnij Novgorod        | PL                     | 3          | 0          | CR              | 1               | 0               |                    | -                  | -                  |             | -           | -           | 4      | 0      |
| 2022-2023              | Nižnij Novgorod        | PL                     | 5          | 0          | CR              | 2               | 2               |                    | -                  | -                  |             | -           | -           | 7      | 2      |
| Totale Nižnij Novgorod | Totale Nižnij Novgorod | Totale Nižnij Novgorod | 8          | 0          |                 | 3               | 2               |                    | -                  | -                  |             | -           | -           | 11     | 2      |
| Totale carriera        | Totale carriera        | Totale carriera        | 19         | 0          |                 | 5               | 2               |                    | 1                  | 0                  |             | -           | -           | 25     | 2      |